# Marcação
Marcação är en kommun i Brasilien.   Den ligger i delstaten Paraíba, i den östra delen av landet, 1 700 km nordost om huvudstaden Brasília. Antalet invånare är 7 611.
Omgivningarna runt Marcação är en mosaik av jordbruksmark och naturlig växtlighet. Runt Marcação är det ganska tätbefolkat, med 54 invånare per kvadratkilometer.